# Jürgen Dudda
Jürgen Dudda (* 6. Januar 1952; † 25. Dezember 2004) war ein deutscher Fußballspieler. Für Eintracht Braunschweig absolvierte er von 1971 bis 1973 in der Fußball-Bundesliga 27 Ligaspiele und erzielte zwei Tore.

## Karriere
Von Viktoria Wilhelmsburg kam Jürgen Dudda zur Runde 1970/71 zum HSV Barmbek-Uhlenhorst. Unter Trainer Edgar "Edu" Preuß debütierte der Offensivspieler am zweiten Spieltag, den 23. August 1970, beim Heimspiel gegen den VfB Lübeck in der damals zweitklassigen Fußball-Regionalliga Nord. An der Seite von Mitspielern wie Erhard Schwerin (Torhüter), Willi Giesemann, Ernst Kreuz, Rolf Höfert, Klaus Fock und Horst Engel absolvierte er 33 Ligaspiele und erzielte sieben Tore. Oftmals bildete er zusammen mit Engel und Fock den Angriff von BU, das am Rundenende den fünften Rang belegte. Er wechselte zur Saison 1971/72 vom HSV Barmbek-Uhlenhorst zum Bundesligisten Eintracht Braunschweig.
Bei Braunschweig absolvierte er in den nächsten beiden Jahren 27 Bundesligaspiele. Unter Trainer Otto Knefler debütierte der Angreifer aus Hamburg am 11. September 1971 beim Heimremis gegen den Hamburger SV von 1:1 in der Bundesliga. Er wurde für Dietmar Erler eingewechselt. Am Rundenende hatte Dudda 18 Einsätze mit zwei Toren vorzuweisen und Braunschweig stand mit den Routiniers Horst Wolter, Joachim Bäse, Wolfgang Grzyb, Peter Kaack und Klaus Gerwien auf dem 12. Platz. In seiner zweiten Saison bei Braunschweig kamen weitere neun Einsätze hinzu. Die Eintracht stieg aber als Tabellenvorletzter in die Regionalliga ab. Im letzten Jahr der alten zweitklassigen Regionalliga, 1973/74, kam Dudda noch für den späteren Meister und Bundesligaaufsteiger Eintracht Braunschweig im August/September 1973 auf drei Einsätze gegen St. Pauli, Phönix Lübeck und den Heider SV. Dann wechselte er noch im Laufe der Hinrunde zum Ligakonkurrenten VfL Wolfsburg.
Beim VfL debütierte Dudda am 10. November 1973, beim Heimspiel gegen seinen vormaligen Verein aus Braunschweig. Die Elf von Trainer Imre Farkaszinski setzte sich mit zwei Treffern von Wolfgang Wallek mit 2:0 Toren durch. Das Wolfsburger Mittelfeld war mit Wilfried Ahnefeld, Karl-Heinz Borutta und Dudda angetreten. In der ersten Saison der neu eingeführten 2. Fußball-Bundesliga, 1974/75, absolvierte er 25 Ligaspiele an der Seite von Wolf-Rüdiger Krause und Wilfried Kemmer und erzielte dabei sechs Tore. Trainer Farkaszinski wurde zum Jahreswechsel von Fritz Schollmeyer abgelöst, der VfL stieg aber am Rundenende als 19. aus der 2. Bundesliga ins Amateurlager ab. Die sofortige Rückkehr in die 2. Bundesliga glückte in der Saison 1975/76. Aber auch im zweiten Anlauf, 1976/77, brachte Wolfsburg nicht die erforderliche Leistungsstärke für die 2. Liga auf den Platz. Dudda brachte es auf 30 Einsätze mit zwei Toren, der VfL stieg aber sofort wieder in das Amateurlager ab. Die Trainerablösung von Paul Kietzmann durch Radoslav Momirski konnte dies auch nicht verhindern. Eine weitere Station verbrachte Dudda im Anschluss daran bei Union Salzgitter.